# Cadmo di Mileto
Cadmo di Mileto (Mileto, metà VI secolo a.C. – ...) è stato uno storico greco antico.

## Biografia
Le fonti relative alla sua vita e alla sua personalità sono assai poche ed incerte; secondo la Suida era figlio di un certo Pandione di Mileto e fu il primo a scrivere opere in prosa:
Κάδμος Πανδίονος· Μιλήσιος· ἱστορικός, ὃς πρῶτος κατά τινας συγγραφὴν ἔγραψε καταλογάδην, μικρῷ νεώτερος Ὀρφέως. Συνέταξε δὲ κτίσιν Μιλήτου καὶ τῆς ὅλης Ἰωνίας ἐν βιβλίοις δʹ. ὅτι τὸν Κάδμον φασὶ πρῶτον ἐς τὴν Ἑλλάδα κομίσαι τὰ γράμματα, ἅπερ πρῶτοι Φοίνικες ἐφεῦρον.

Sempre Suda, però, ricorda altre tradizioni secondo cui fu invece Ferecide di Siro il primo prosatore: il legame tra Ferecide e Cadmo indurrebbe a situare Cadmo stesso all'epoca del floruit di Ferecide (544-541 a.C.), dunque facendone un contemporaneo di Ciro il Grande.

Secondo alcune fonti, alquanto sospette, fu il primo ad importare in Grecia l'alfabeto inventato dai Fenici e come tale è ricordato anche in un epigramma del filosofo stoico Zenodoto.

## Opere
A Cadmo è attribuita La colonizzazione di Mileto e di tutta la Ionia (Kτίσις Μιλήτου καὶ τῆς ὅλης Ἰωνίας), in quattro libri, andata perduta. L'argomento dell'opera era, quindi, la costituzione della dodecapoli ionica, in cui il ruolo centrale di Mileto era così evidenziato da essere riprodotto nel titolo stesso.